# トラテロルコ

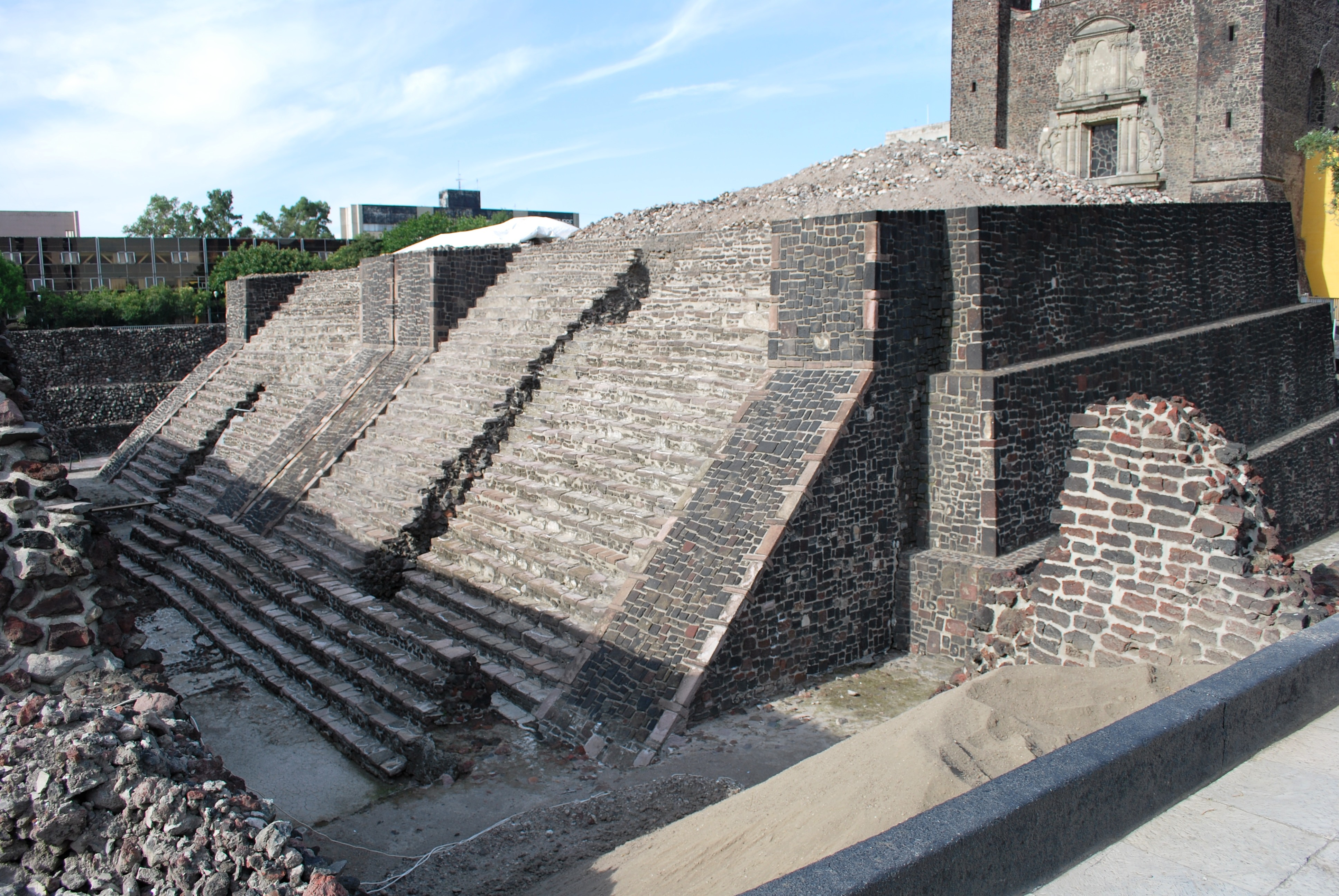
トラテロルコの神殿跡

トラテロルコを表すアステカ文字

トラテロルコ（Tlatelolco）は、かつてテスココ湖の中の島にあったメシカの都市で、アステカ帝国における商業の中心だった。テノチティトランのすぐ北にあって双子都市をなしていた。現在のメキシコシティのトラテロルコ地区にあたる。

## 歴史

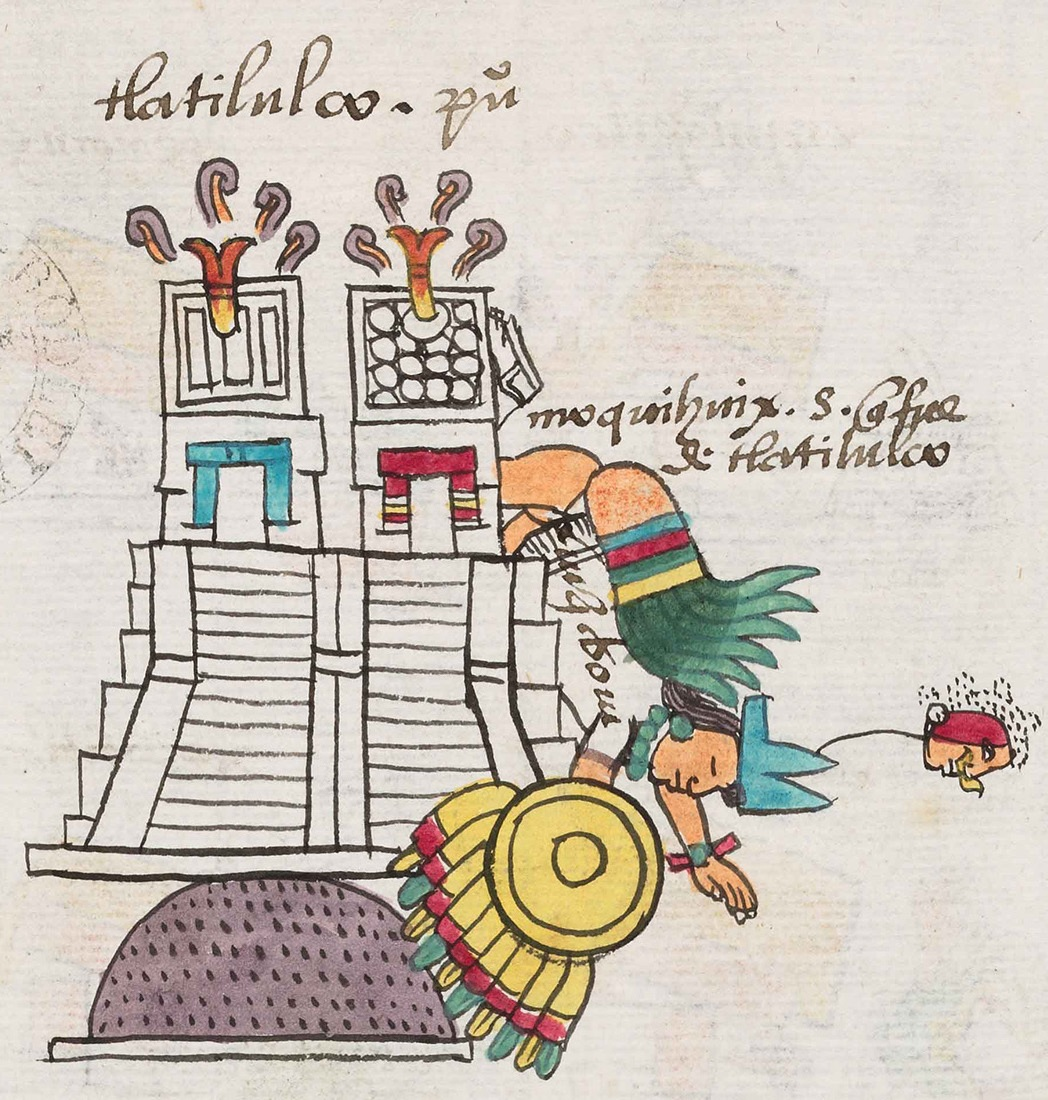
1473年のテノチティトランによるトラテロルコ征服（メンドーサ絵文書）。倒れている人物はモキウィシュ

伝説によると、1325年にテノチティトランが成立したはじめメシカの人々の信仰は統一されておらず、主流派に反対する相当量の人々が1337年にテノチティトランを離れ、北にある別の島にトラテロルコの町を建設した。
テノチティトランが政治の中心として発達した一方、トラテロルコは交易の中心として発達した。16世紀のベルナル・ディアス・デル・カスティリョらはトラテロルコの繁栄を記述している。ポチテカと呼ばれる商人の組合はトラテロルコの市場で商品を売るとともに、市場の取り締まりをも行った。
テノチティトランと同様、トラテロルコも最初はアスカポツァルコのテソソモクに従属していた。トラテロルコの初代トラトアニのクァクァピツァワクはテソソモクの子だった。
トラテロルコはテノチティトランから独立して発達したが、1473年にテノチティトランの第6代トラトアニのアシャヤカトルによって征服された。文献によりその理由は一致しないが、おそらくトラテロルコの経済力がテノチティトランにとって脅威となったためと考えられる。伝承では当時のトラテロルコのトラトアニであったモキウィシュがアシャヤカトルの姉妹のチャルチウネネツィンを妻にしており、モキウィシュが彼女を侮辱したことが戦争の原因ともいう。
1521年、スペイン人とその協力者たちはテノチティトランとともにトラテロルコも破壊した。フランシスコ会は、キリスト教に改宗した先住民の子弟を教育するためのコレヒオ・インペリアル・デ・サンタ・クルス・デ・トラテロルコを建設した。1536年に開校し、8歳から10歳までの子供が入学したが、伝染病の蔓延によって多くの生徒が死に、またフランシスコ会からの支援も欠いたために経営状態は悪化した。
トラテロルコの発掘では、テンプロ・マヨールと非常によく似た2つの階段を持つ神殿、エエカトルのための円形の神殿、棒を通すための穴が両端に開けられた人間の頭蓋骨などが発見されている。